# Quatre députés
 (juillet 2025).
Le contenu est difficilement compréhensible vu les erreurs de traduction, qui sont peut-être dues à l'utilisation d'un logiciel de traduction automatique.
Les quatre députés (en arabe : ٱلنُّوَّاب ٱلْأَرْبَعَة , an-Nuwwāb al-ʾArbaʿah également connu sous les portes en arabe : أَبْوَاب ʾAbwāb Sufara en arabe : سُفَرَاء ) ou Wukala en arabe : وُكَلَاء ),, étaient les quatre individus de Twelver Shia Islam qui ont servi de messagers entre la communauté et le Hujjat-Allah al-Mahdi, le douzième et dernier Imam, lors de son entrée dans l'Occultation mineure.

## Vue historique
Al-Kulayni quelques vagues points sur les lettres de l'al-Mahdi reçues aux chiites. 
Abu Sahl Ismail al-Nawbakhti a écrit dans son livre al-Tanbih que la plupart des amis proches d'al-Askari sont morts 20 ans après sa mort. Ils étaient en communication avec al-Mahdi. 
Les noms des députés à l' origine paru dans al-Numani livre al-Ghaybah al-Nimani, puis Ibn Babuyeh ont enregistré les noms des quatre députés à Kamal al-Din. La plupart des rapports sur les activités des députés figurent dans le livre de Tusi al-Ghaybah al-Tusi. 
Selon Abdulaziz Sachedina, il a été publiquement signalé que des députés de sources primaires comme al-Kulayni et Ibn Babawayh al-Saduq, qui ont mentionné plusieurs personnes qu'ils avaient liées à al-Mahdi. Sachedina conclut en examinant les hadiths d'Ibn Babawayh que le terme "députés spéciaux" a été créé pour expliquer l'occultation mineure pour les périodes ultérieures. Sachedina conclut également qu'aucune des premières sources de Twelver concernant l'occultation, y compris par les auteurs al-Kulayni, Ibn Babawayh et Shaykh Tusi, n'a confiné les noms et le nombre de députés uniquement aux quatre qui seraient par la suite exclusivement légitimés; cela a plutôt été accepté par la suite pour des raisons de commodité. Il y avait aussi des demandeurs suppléants qui ont été officiellement rejetés par la communauté Imami, comme Ibn Nusayr,.

## Députés
Selon la tradition de Twelver, quatre députés se sont succédé entre 873 et 941 EC: 
1) Abu Muhammad Uthman ibn Sa'id al-Asadi en arabe : أَبُو مُحَمَّد عُثْمَان ٱبْن سَعِيد ٱلْأَسَدِيّ   (873–880) 
Uthman était l'adjoint de Hasan al-Askari. Il était directement déterminé comme adjoint par al-Askari et était responsable de l'organisation des chiites de Samarra. Uthman a apporté de l'argent des chiites irakiens aux chiites de Samarra (qu'ils étaient sous le contrôle sévère des califes abbassides). Il a enterré al-Askari après sa mort,. Il est décédé à Bagdad et y a été enterré.
2) Abou Jafar Muhammad ibn Othman al-Asadi (en arabe : أَبُو جَعْفَر مُحَمَّد ٱبْن عُثْمَان ٱلْأَسَدِيّ ) (880–917) 
Après la mort d'Uthman ibn Sa'id al-Asadi, le premier député et père d'Abou Ja'far, il a été nommé second député d'al-Mahdi. Il a reçu une lettre de consolation attribuée au douzième imam imam al-Mahdi à la mort d'Uthman ibn Sa'id,. Selon Umm Kulthum, fille d'ibn Uthman: "Abu Ja'far Muhammad ibn Uthman a écrit des livres sur la jurisprudence Ja'fari. Il est décédé en l'an 304 AH .
3) Abu al-Qasim al-Husayn ibn al-Ruh Nawbakhti (en arabe : أَبُو ٱلْقَاسِم ٱلْحُسَيْن ٱبْن رُوح ٱلنَّوْبَخْتِيّ ) (917–938) 
Selon Tusi, Husayn ibn Ruh a été nommé député en 917 CE. Il présentait des lettres de Mahdi et répondait aux questions de l'Ulama de Qum. Il semblerait que Husayn ibn Ruh était plus populaire que les autres députés chiites à cette époque. La famille al-Nawbakhti a eu le plus d'effet sur la société en plus d'avoir une bonne influence sur le califat abbasside. Il a expliqué la possibilité de se produire Occultation en fournissant des raisons rationnelles et des hadiths. Lorsque Muhammad ibn Uthman était sur le point de mourir, il a présenté Husayn ibn Ruh comme son successeur,.
4) Abu al-Hasan Ali ibn Muhammad al-Samarri (en arabe : أَبُو ٱلْحَسَن عَلِيّ ٱبْن مُحَمَّد ٱلسَّمَّرِيّ ) (938–941) 
Selon une vision historique, seuls des députés avaient été acceptés par le public à l'époque de la famille Nobakht et cette acceptation était devenue une semaine à l'époque d'al-Samarri. Après sa mort, l'occultation majeure a commencé.
L'occultation majeure a commencé après la mort du dernier député et, selon la doctrine chiite, se poursuivra jusqu'au retour du Mahdi.

## Fonctions
Au début, les députés étaient chargés de maintenir la relation entre les imams et les chiites et percevaient les taxes religieuses, telles que les Khums et les Zakat,. Ils étaient également chargés de guider les chiites et de remettre des lettres contenant des questions religieuses. De plus, ils étaient responsables de l'introduction du prochain imam après la mort de l'ancien imam,. Selon Abdulaziz Sachedina, le réseau d'agents était chargé de percevoir les impôts religieux à l'époque des imams et Uthman ibn Sa'id al-Asadi était l'un des députés d'al-Askari. Dans la situation où les derniers imams ont été confinés et surveillés par les Abbassides, les députés étaient responsables de la gestion de la société  et ils ont pris un leadership virtuel pour prendre soin des chiites. Les députés étaient chargés de guider les chiites dans la pensée religieuse de la socialité.

## Voir également
- Muhammad al-Mahdi
- Chiisme
- Ahl al-Bayt
- Occultation mineure
- Al Ghaybah
- Occultation (Islam)